# Туманян, Барсег Робертович
Барсег Робертович Туманян (род. 3 августа 1958, Ереван) — армянский оперный певец (бас); Народный артист Республики Армения (2006), заслуженный артист Армянской ССР (1987).

## Биография
Родился в Армении 3 августа 1958 года.
В 1982 году окончил Ереванскую консерваторию им. Комитаса в классе профессора А. Г. Карапетяна.
1982—1983 гг. стажировка в театре Ла Скала (Милан, Италия).
1985 г. окончил аспирантуру Московской консерватории под руководством Народного артиста СССР, профессора Е. Е. Нестеренко.
С 1980 г. солист Ереванского академического театра оперы и балета им. Спендиарова. В 1984-87 гг. - солист дважды Краснознамённого академического ансамбля песни и пляски Советской Армии имени А. В. Александрова. 1989 г. принял участие в Гала концерте для пострадавших от землетрясения в Армении в Королевском театре Ковент-Гарден (Лондон).
1990 г. выступил с сольным концертом в Вигмор Холле (Лондон), удостоившись лестных отзывов прессы. В том же году исполнил партию Аттилы в одноименной опере Верди в Ковент-Гардене.
	Парижский дебют Туманяна состоялся в роли Мефистофеля (“Фауст” Гуно) в постановке Николаса Джоеле. Германский дебют в роли Бориса Годунова исполняет в Мюнхене (постановка Иоаннеса Скафа).
1991 г. исполняет партию Эскамильо в Гамбурге, Вене, Париже (Опера Бастилье) и в Лондоне (Ковент-Гарден).
1992 г. дебютирует в Гала концерте в Бонне.
	1989 г. дебют Туманяна в США (г. Бостон), где исполнил партию Рамфиса (“Аида” Верди), а затем партию Филиппа II (“Дон Карлос” Верди) в Лос Анджелесе и партию Ассура (“Семирамида” Россини) в Метрополитен Опера (Нью-Йорк), а так же выступления в других городах США.
В начале 1990-х годов Барсег Туманян начинает своё Австралийское турне, получив за исполнение роли Мефистофеля приз в номинации «Лучшая мужская роль», а затем успешно дебютирует в Нидерландах в роли Вурма («Луиза Миллер» Верди).
	В Южной Америке он исполнил роль Аттилы в театре Колон (Аргентина) и Эскамильо в Каракасе (Венесуела). 
	С 2005 года Туманян выступает с сольными концертами в престижных залах Европы, Канады и США. 
	C 2014 года приглашен в качестве ведущего солиста Государственного Театра Оперы и Балета “Астана Опера” в Астане, Казахстан, где исполнил в составе труппы Сцену Коронации Бориса из оперы “Борис Годунов” в фестивале Шёлковой Путь и принял участие в Мировом Турне в Канаде, США, во Франции, Голландии и в Бельгии. Исполнил партию Рамфиса из оперы “Аида” Верди и дал сольный концерт в камерном зале “Астана Опера”. 
	В августе 2015 года участвовал в Гала концерте с Асмик Папян в Бейруте с Бейрутским Государственным Симфоническим оркестром. Затем, дал сольный концерт в Лондоне в “Saint Yegishe Cathedral”. В ноябре 2015 состоялся дебют партии баса в Реквиеме Моцарта в зале Мюзикверайн. 
В разные годы проводил мастер-классы по исполнительскому мастерству в Париже, в Торонто (Toronto University of Arts), в Конкордии, в Монреале (Mc Gill University), в Китае (Chingyan University), в Астане (КазНУИ).
	Барсег Туманян является действительным членом Европейской Академии (Ганновер), Международной Академии Наук о Природе и Обществе. В 2003 был посвящён в международные рыцари (Германия).
Является членом Международного Рыцарского Союза.
С 2014 года Барсег Туманян является ведущим басом Астана Опера.
С 2015 учебного года является профессором кафедры «Вокальное искусство» Казахского Национального Университета Искусств (КазНУИ).

### Оперный репертуар
- Моцарт — «Волшебная флейта» Зарастро
- Верди — «Аида» Рамфис
- Верди — «Дон Карлос» Король Филипп
- Верди — «Аттила» Аттила
- Верди — «Луиза Миллер» Вурм
- Верди — «Разбойники» Мозер
- Верди — «Оберто» Оберто
- Россини — «Севильский цирюльник» Дон Базилио
- Россини — «Семирамида» Ассур
- Пуччини — «Турандот» Тимур
- Пуччини — «Богема» Коллин
- Бизе — «Кармен» Эскамильо
- Гуно — «Фауст» Мефистофель
- Мусоргский — «Борис Годунов» Борис
- Чайковский — «Черевички» Пан Голова
- Спендиаров — «Надир Шах» Алмаст
- Тигранян — «Давид Бек» Давид Бек
- Чухаджян — «Аршак II» Аршак II
- Оганесян — «Путешествие в Эрзерум» Граф Паскевич
- Жубанов, Хамиди — «Абай» Сырттан

- Моцарт — Реквием
- Верди — Реквием
- Бетховен — Месса Solemnis
- Гендель — Мессия

## Дебюты
- 1987 Rossini-Don Bazilio in operaThe barber of Sivil (San Carlos) Lisboa debut
- 1988 Gala concert at Covet Garden London UK debut
- 1989 Verdi-Ramfis in opera Aida Boston opera USA debut
- 1990 Puccini-Coline in opera La Bohem (Opera Monte Carlo) debut
- 1990 Verdi-King Filipp II in opera Don Carlos (Opera LA) debut
- 1991 Bizet-Mefistofeles in opera Faust (Melbourn opera) Australia debut
- 1991 Mussorgski- Boris Godunov in opera Boris Godunov (Munich stats oper) Germany debut
- 1991 Verdi-Ramfis in opera Aida Metropolitan opera NY debut
- 1992 Bizet- Escamillo in opera Carmen (Hamburg stats oper) debut
- 1992 Bizet- Escamillo in opera Carmen(Opera Bastille) Paris France debut
- 1992 Bizet-Escamillo in opera Carmen (Opera Caracas) Venesuella debut
- 1992 Rossini- Assur in Semiramide (Metropolitan opera) NY
- 1992 Verdi-King Filipp II in opera Don Carlos (Washington opera) debut
- 1992 Gala Concert in Stats oper in Bonn-dedut
- 1993 Verdi- King Filipp II in opera Don Carlos (Opera Pretoria) South Afrika
- 1993 Verdi-Attila in opera Attila (Opera Colon) Buenos Aires-Argentina debut
- 1995 Rossini-Assur in opera Semiranide (Concertgebau) Amsterdam debut
- 1997 Verdi Wurm in opera Luisa Miller (Amsterdam Opera) debut
- 1998 Bizet-Mefistofele in opera Faust(Sidney opera) debut
- 1998 Verdi Wurm in opera Luisa Miller (Edinbourgh opera) debut
- 1998 Verdi-Moser in opera I Masnadieri(Savonlina Castel) Savonlina Festival Finland debut
- 1999 Bizet-Mefistofele in opera Faust (Opera Marselle) Marselle debut
- 1999 Gala Concert in(Montreal opera) Montreal debut
- 2000 Tchaykovsky Pan Golova in opera Cherevichki (Opera Cagliari) Cagliari
- 2014 Verdi-Ramfis in opera Aida (Astana Opera)
- 2015 Zhubanov, Khamidi — Syrttan in opera Abay (Astana Opera)
- 2015 Recital in Saint Yegishe Cathedral in London
- 2015 Recital in Kitzbuhel
- 2015 Mozart- Requiem in Musikverein in Vienna
- 2015 Haendel — Messiah

## Награды и признание
- 1981 — 3-премия и Почётный приз Города Хертогенбос Международного конкурса певцов в Нидерланды (Хертогенбос, Нидерланды)
- 1983 — Премия Джин Доннель в Международном конкурсе «Вердиевские голоса» (Бусетто, Италия)
- 1986 — 2-премия Международного конкурса им. Чайковского (Москва, СССР)
- 1987 — Гран-при и специальный приз им. Гульбенкяна Международного конкурса в Рио-де-Жанейро (Рио-де-Жанейро, Бразилия)
- 1987 — Заслуженный артист Армянской ССР
- 2002 — Академик МАНПО[1].
- 2003 — Член Европейской Академии (Ганновер, Германия)
- 2003 — Орден Рыцаря и Член Международного Рыцарского Союза (Германия)
- 2006 — Народный артист Республики Армения
- 2008 — Почётный профессор ЕГК им. Комитаса (Ереван, Армения)
- 2008 — Золотая медаль Министерства Культуры Армении
- 2013 — Почётная медаль Премьер-Министра Армении
- 2013 — Почётная золотая медаль Национальной Ассамблеи Республики Армения
- 2013 — Почётная золотая медаль филиала Российской Академии естественных наук в США (Лос-Анджелес, США)
- 2024 — Почётный гражданин Еревана[2]

## Дискография
- 1990 — The International Tchaikovsky Competition Laureates (1966—1990) Vocalists.2
- 1992 — Концерт ансамбля Александрова
- 1995 — Сольный диск «Live concert at Wigmore Hall»
- 1997 — Арии из опер
- 1997 — G.Verdi Oberto, conductor Simone Young
- 2000 — Черевички, дирижёр Г.Рождественский
- 2007 — 10-летие фестиваля Дворцы Петербурга